# Alveolella
Alveolella is een geslacht van uitgestorven kreeftachtigen uit de klasse van de Ostracoda (mosselkreeftjes).

## Soorten
- Alveolella festa Abushik, 1982 †
- Alveolella nadinae Abushik, 1980 †
- Alveolella seraphim Schallreuter, 1987 †